# Badminton-Afrikameisterschaft 2002
Die Badminton-Afrikameisterschaft 2002 war die elfte Auflage der Titelkämpfe im Badminton auf dem afrikanischen Kontinent. Sie fand vom 15. bis zum 21. Juli 2002 im Mohammed V Indoor Sport Complex in Casablanca statt.

## Austragungsort
- National Badminton Centre, Rose-Hill

## Medaillengewinner
| Disziplin    | Gold | Silber | Bronze |
| ------------ | --- | --- | --- |
| Herreneinzel | Abimbola Odejoke                                                                                                 | Dotun Akinsanya | Denis Constantin |
| Herreneinzel | Abimbola Odejoke                                                                                                 | Dotun Akinsanya | Ola Fagbemi |
| Dameneinzel  | Juliette Ah-Wan                                                                                                  | Grace Daniel | Shama Aboobakar |
| Dameneinzel  | Juliette Ah-Wan                                                                                                  | Grace Daniel | Michelle Edwards |
| Herrendoppel | Stephan Beeharry Denis Constantin                                                                                | Johan Kleingeld Chris Dednam                                                                                             | Dotun Akinsanya Abimbola Odejoke |
| Herrendoppel | Stephan Beeharry Denis Constantin                                                                                | Johan Kleingeld Chris Dednam                                                                                             | Edicha Ocholi Ola Fagbemi |
| Damendoppel  | Michelle Edwards Chantal Botts                                                                                   | Miriam Sude Grace Daniel                                                                                                 | Catherina Paulin Juliette Ah-Wan |
| Damendoppel  | Michelle Edwards Chantal Botts                                                                                   | Miriam Sude Grace Daniel                                                                                                 | Anusha Dajee Karen Foo Kune |
| Mixed        | Chris Dednam Antoinette Uys                                                                                      | Johan Kleingeld Chantal Botts                                                                                            | Abimbola Odejoke Prisca Azuine |
| Mixed        | Chris Dednam Antoinette Uys                                                                                      | Johan Kleingeld Chantal Botts                                                                                            | Dorian James Michelle Edwards |
| Teams        | Südafrika Stewart Carson Chris Dednam Dorian James Johan Kleingeld Chantal Botts Michelle Edwards Antoinette Uys | Nigeria Dotun Akinsanya Edicha Ocholi Ola Fagbemi Abimbola Odejoke Prisca Azuine Grace Daniel Kuburat Mumini Miriam Sude | Mauritius Hyder Aboobakar Stephan Beeharry Denis Constantin Abhinesh Dussain Yogeshsingh Mahadnac Vishal Sawaram Shama Aboobakar Anusha Dajee Karen Foo Kune Amrita Sawaram |

## Herreneinzel
- Denis Constantin –  Edicha Ocholi: 7-4 / 3-7 / 7-4
- Georgie Cupidon –  Tamar Raafat: 8-6 / 3-7 / 7-3
- Abimbola Odejoke –  Yogeshsingh Mahadnac: 7-0 / 7-3 / 7-4
- Hyder Aboobakar –  Stewart Carson: 0-7 / 7-3 / 7-2
- Dotun Akinsanya –  Fred Gituku: 7-2 / 7-2 / 8-7
- Karim Rezig –  Chris Dednam: 7-5 / 3-7 / 8-6
- Stephan Beeharry –  Abhinesh Dussain: 7-0 / 8-7 / 7-5
- Ola Fagbemi –  Steve Malcouzane: 7-5 / 7-3 / 7-0
- Denis Constantin –  Georgie Cupidon: 7-2 / 8-7 / 7-2
- Abimbola Odejoke –  Hyder Aboobakar: 7-2 / 7-2 / 7-5
- Dotun Akinsanya –  Karim Rezig: 7-2 / 7-4 / 7-2
- Ola Fagbemi –  Stephan Beeharry: 7-0 / 7-4 / 7-2
- Abimbola Odejoke –  Denis Constantin: 7-5 / 8-6 / 2-7
- Dotun Akinsanya –  Ola Fagbemi: 5-7 / 8-6 / 8-6
- Abimbola Odejoke –  Dotun Akinsanya: 7-0 / 7-0 / 7-0

## Dameneinzel
- Kuburat Mumini –  Irene Kerimah: 7-3 / 7-0 / 7-0
- Anusha Dajee –  Joyce Malebogo Arone: 7-5 / 7-0 / 7-1
- Rajae Rochdy –  Abas Gehaly: 7-5 / 7-3 / 7-1
- Amrita Sawaram –  Sahila Mewasri: 7-1 / 7-4 / 7-3
- Nadia Hadak –  Alaa Youssef: 7-3 / 7-2 / 7-5
- Juliette Ah-Wan -  Syhon Azheri: 7-0 / 7-0 / 7-0
- Prisca Azuine –  Keletso Morapedi: 7-1 / 7-0 / 7-0
- Aziza Addouni –  Karelia Afiawe: 7-2 / 0-7 / 2-7
- Karen Foo Kune –  Anjali Gudhka: 7-3 / 7-0 / 7-4
- Catherina Paulin –  Marwa Ali: 7-0 / 7-0 / 7-2
- Grace Daniel –  Leungo Tshweneetsile: 3-7 / 7-1 / 7-2
- Antoinette Uys –  Molika Mewasri: 7-5 / 7-0 / 7-5
- Maryam Sude –  Neo Chinga: 7-3 / 7-2 / 7-4
- Shirley Etienne –  Sandy Nagi: 7-5 / 7-2 / 2-7
- Michelle Edwards –  Kuburat Mumini: 7-1 / 7-1 / 7-2
- Anusha Dajee -  Rajae Rochdy: 7-4 / 6-8 / 7-3
- Amrita Sawaram -  Nadia Hadak: 7-0 / 7-1 / 7-0
- Juliette Ah-Wan –  Prisca Azuine: 7-3 / 7-0 / 7-2
- Karen Foo Kune -  Aziza Addouni: 7-0 / 7-1 / 7-1
- Grace Daniel –  Catherina Paulin: 7-4 / 6-8 / 7-4
- Maryam Sude –  Antoinette Uys: 3-7 / 7-5 / 7-4
- Shama Aboobakar –  Shirley Etienne: 7-2 / 4-7 / 7-0
- Michelle Edwards –  Anusha Dajee: 7-0 / 7-2 / 7-2
- Juliette Ah-Wan –  Amrita Sawaram: 7-5 / 7-1 / 7-1
- Grace Daniel –  Karen Foo Kune: 8-6 / 5-7 / 2-7
- Shama Aboobakar –  Maryam Sude: 7-0 / 7-3 / 7-3
- Juliette Ah-Wan –  Michelle Edwards: 7-4 / 7-4 / 4-7
- Grace Daniel –  Shama Aboobakar: 8-7 / 5-7 / 7-5
- Juliette Ah-Wan –  Grace Daniel: 7-0 / 7-0 / 7-0

## Herrendoppel
- Arerxi /  Eliman -  Aitha /  Kella: 7-2 / 7-4 / 7-0
- Edicha Ocholi /  Ola Fagbemi –  Karel /  Norad: 7-0 / 7-2 / 7-2
- Dotun Akinsanya /  Abimbola Odejoke –  Maxula /  Rex: 8-6 / 7-1 / 7-3
- Hyder Aboobakar /  Vishal Sawaram -  Eddawahiri /  Elkorj: 7-1 / 7-0 / 7-2
- Chris Dednam /  Johan Kleingeld –  Abhinesh Dussain /  Yogeshsingh Mahadnac: 8-6 / 0-7 / 7-5
- Arerxi /  Eliman –  Mostafa Amin /  Sherif Gaffer: 3-7 / 7-4 / 7-4
- Edicha Ocholi /  Ola Fagbemi –  Fred Gituku /  Patel: 7-2 / 7-4 / 7-2
- Georgie Cupidon /  Nicholas Jumaye –  Yehya Aldel Kader /  Tamar Raafat: 7-2 / 7-1 / 7-5
- Stewart Carson /  Dorian James -  Jasos /  Lorpi: 7-3 / 7-0 / 7-5
- Stephan Beeharry /  Denis Constantin –  Mwoloki /  Ndaba: 7-0 / 5-7 / 7-2
- Dotun Akinsanya /  Abimbola Odejoke –  Hyder Aboobakar /  Vishal Sawaram: 8-7 / 7-3 / 7-2
- Chris Dednam /  Johan Kleingeld –  Arerxi /  Eliman: 7-2 / 7-3 / 7-0
- Edicha Ocholi /  Ola Fagbemi –  Georgie Cupidon /  Nicholas Jumaye: 7-2 / 8-6 / 7-2
- Stephan Beeharry /  Denis Constantin –  Stewart Carson /  Dorian James: 7-3 / 3-7 / 7-3
- Chris Dednam /  Johan Kleingeld –  Dotun Akinsanya /  Abimbola Odejoke: 7-5 / 8-6
- Stephan Beeharry /  Denis Constantin –  Edicha Ocholi /  Ola Fagbemi: 7-1 / 7-1 / 7-1
- Stephan Beeharry /  Denis Constantin –  Chris Dednam /  Vjara Trifonova: 7-0 / 7-0 / 7-0

## Damendoppel
- Joyce Malebogo Arone /  Neo Chinga -  Aziza Addouni /  Syhon Azheri: 7-1 / 7-0 / 7-3
- Shama Aboobakar /  Amrita Sawaram –  Gehan Ali /  Abas Gehaly: 7-1 / 7-1 / 7-3
- Juliette Ah-Wan /  Catherina Paulin –  Anjali Gudhka /  Irene Kerimah: 7-0 / 7-3 / 7-0
- Prisca Azuine /  Kuburat Mumini –  Marwa Ali /  Sandy Nagi: 7-0 / 7-3 / 7-2
- Anusha Dajee /  Karen Foo Kune –  Karelia Afiawe /  Molika Mewasri: 7-0 / 7-0 / 7-2
- Keletso Morapedi /  Leungo Tshweneetsile -  Nadia Hadak /  Rajae Rochdy: 5-7 / 7-5 / 7-2
- Grace Daniel /  Maryam Sude –  Joyce Malebogo Arone /  Neo Chinga: 7-2 / 7-0 / 7-0
- Juliette Ah-Wan /  Catherina Paulin –  Shama Aboobakar /  Amrita Sawaram: 7-2 / 7-5 / 7-8
- Anusha Dajee /  Karen Foo Kune –  Prisca Azuine /  Kuburat Mumini: 7-2 / 8-6 / 3-7
- Chantal Botts /  Michelle Edwards –  Keletso Morapedi /  Leungo Tshweneetsile: 7-0 / 7-2 / 7-0
- Grace Daniel /  Maryam Sude –  Juliette Ah-Wan /  Catherina Paulin: 7-2 / 7-3 / 7-5
- Chantal Botts /  Michelle Edwards –  Anusha Dajee /  Karen Foo Kune: 0-7 / 8-7 / 7-0
- Chantal Botts /  Michelle Edwards –  Grace Daniel /  Maryam Sude: 7-0 / 7-0 / 7-0

## Mixed
- Patel /  Irene Kerimah -  Elkorj /  Aziza Addouni: 7-4 / 7-1 / 4-7
- Steve Malcouzane /  Shirley Etienne –  Maxula /  Keletso Morapedi: 7-5 / 7-3 / 2-7
- Nicholas Jumaye /  Catherina Paulin –  Hyder Aboobakar /  Gehan Ali: 7-1 / 7-2 / 4-7
- Stephan Beeharry /  Karen Foo Kune -  Eddawahiri /  Syhon Azheri: 7-0 / 7-0 / 7-2
- Rex /  Leungo Tshweneetsile –  Karel /  Sahila Mewasri: 7-0 / 7-3 / 7-0
- Aitha /  Rajae Rochdy –  Mostafa Amin /  Sandy Nagi: 7-3 / 8-6 / 7-5
- Johan Kleingeld /  Chantal Botts –  Abhinesh Dussain /  Anusha Dajee: 7-3 / 7-0 / 7-2
- Edicha Ocholi /  Maryam Sude –  Ndaba /  Neo Chinga: 7-2 / 7-2 / 7-5
- Fred Gituku /  Anjali Gudhka –  Tamar Raafat /  Abas Gehaly: 7-2 / 6-8 / 7-3
- Dorian James /  Michelle Edwards –  Norad /  Karelia Afiawe: 7-0 / 7-0 / 7-2
- Abimbola Odejoke /  Prisca Azuine –  Patel /  Irene Kerimah: 7-3 / 7-1 / 7-2
- Steve Malcouzane /  Shirley Etienne –  Marwa Ali /  Gafar: 7-3 / 7-0 / 4-7
- Chris Dednam /  Antoinette Uys –  Nicholas Jumaye /  Catherina Paulin: 7-5 / 8-6 / 8-6
- Stephan Beeharry /  Karen Foo Kune –  Rex /  Leungo Tshweneetsile: 7-3 / 7-3 / 7-4
- Johan Kleingeld /  Chantal Botts -  Aitha /  Rajae Rochdy: 7-2 / 7-2 / 7-0
- Edicha Ocholi /  Maryam Sude –  Georgie Cupidon /  Juliette Ah-Wan: 4-7 / 8-6 / 7-3
- Mwoloki /  Joyce Malebogo Arone –  Fred Gituku /  Anjali Gudhka: 7-2 / 5-7 / 7-4
- Dorian James /  Michelle Edwards –  Denis Constantin /  Shama Aboobakar: 7-0 / 7-4 / 7-0
- Abimbola Odejoke /  Prisca Azuine –  Steve Malcouzane /  Shirley Etienne: 7-4 / 7-2 / 8-6
- Chris Dednam /  Antoinette Uys –  Stephan Beeharry /  Karen Foo Kune: 7-2 / 8-7 / 6-8
- Johan Kleingeld /  Chantal Botts –  Edicha Ocholi /  Maryam Sude: 7-3 / 2-7 / 3-7
- Dorian James /  Michelle Edwards –  Mwoloki /  Joyce Malebogo Arone: 7-1 / 7-2 / 7-3
- Chris Dednam /  Antoinette Uys –  Abimbola Odejoke /  Prisca Azuine: 7-1 / 8-7 / 7-0
- Johan Kleingeld /  Chantal Botts –  Dorian James /  Michelle Edwards: 7-0 / 7-0 / 7-0
- Chris Dednam /  Antoinette Uys –  Johan Kleingeld /  Chantal Botts: 7-0 / 7-0 / 7-0